# Безуев (Речицкий район)
Безуев (бел. Бязу́еў) — деревня в составе Ровенскослободского сельсовета Речицкого района Гомельской области Белоруссии.

## Расположение
В 10 км на юг от Речицы и железнодорожной станции в этом городе, 60 км от Гомеля.

## Транспортная система
Транспортная связь по автодороге Хойники — Речица. В деревне 57 жилых домов (2004 год). Планировка состоит из почти прямолинейной улицы, с меридиональной ориентацией. Застройка двухсторонняя, деревянными домами усадебного типа.

## Гидрография
На востоке мелиоративные каналы.

## История
Согласно письменных источников деревня известна с XVIII века как селение Речицкого повета Минского воеводства Великого княжества Литовского. После 2-го раздела Речи Посполитой в (1793 году) в составе Российской империи. В 1850 году — владение казны в Ровенскослободской волости Речицкого уезда Минской губернии.
С 8 декабря 1926 года по 16 июля 1954 года центр Безуевского сельсовета Речицкого района Гомельского округа, с 20 февраля 1938 года Гомельской области.
В 1929 году жители вступили в колхоз, работали ветряная мельница и кузница. В 1930 году действовала школа.
В состав Безуевского сельсовета до середины 1930-х годов входили, не существующие в настоящее время, хутора Игорь, Старая Унеча, Остров.
Во время Великой Отечественной войны в августе 1942 года каратели сожгли 68 дворов и убили 45 мирных жителей. На фронтах войны погибли 59 жителей деревни. Безуев был освобождён 16 ноября 1943 года.
В 1959 году деревня входила в состав колхоза имени Ф. Э. Дзержинского с центром в деревне Ровенская Слобода. Работали кирпичное производство, циркулярная пила. В настоящее время действуют фельдшерско-акушерский пункт, отделение связи.

## Население

### Численность
2004 год — 143 двора, 397 жителей.

### Динамика
- 1795 год — 7 дворов.
- 1850 год — 15 дворов, 68 жителей.
- 1897 год — 35 дворов, 234 жителя.
- 1908 год — 48 дворов, 328 жителей.
- 1930 год — 57 дворов.
- 1940 год — 70 дворов.
- 1959 год — 266 жителей (согласно переписи).
- 2004 год — 57 дворов, 127 жителей.

## Известные уроженцы
- Н. И. Слепчук — заслуженный учитель Белорусской ССР